# 国民政府交通部旧址
国民政府交通部旧址是中华民国国民政府交通部的旧址，位于中国江苏省南京市鼓楼区中山北路303—305号。现使用者为解放军南京政治学院。

## 历史
1927年4月，南京国民政府成立，5月，交通部成立。暂设于慈悲社。1928年由上海协隆洋行（A. J. Yaron, Architects）的俄国建筑师耶朗设计了新楼，1930年开工，但是由于1931年洪水和1932年一二八事变的影响，建造工程受阻。1932年，朱家骅接任交通部长，为改善办公条件，在中山北路以建筑邮电部大厦的名义，兴建交通部大楼。大楼面朝东北，建筑平面为“日”字形，主楼与两翼附楼之间各设计了一个天井。钢筋混凝土结构，楼高三层，屋顶设计采用中国传统宫殿式的重檐歇山顶，琉璃瓦屋面，颇为富丽堂皇。庭院布置了园林绿化（院落占地达到19,500平方米）。大门前则模仿北京故宫前金水河与金水桥的设计。至1934年年底大楼竣工。交通部大楼总建筑面积18,933平方米，造价113万元，与铁道部大楼（中山北路252、254号）隔马路对望。
1937年12月，日军进攻南京，炮火击中交通部办公楼，大屋顶被焚毁。1947年又在大楼东侧兴建3层的民用航空局建筑。
1949年以后，中國人民解放军占用这座建筑。1953年，修复了办公大楼，但是改为铁皮平屋顶，其它部分大体保持原样。
1992年，国民政府交通部旧址被列为南京市文物保护单位，2001年7月，列为全国重点文物保护单位。